# Lucky Man
Pour les articles homonymes, voir Lucky Man (homonymie).
Singles de The Verve
The Drugs Don't Work
(1997) Sonnet
(1998)
Pistes de Urban Hymns
Weeping Willow One Day
Lucky Man est une chanson du groupe britannique de Britpop The Verve, tirée de leur troisième album, Urban Hymns. Elle est sortie le 24 novembre 1997 comme troisième single de cet album, et a atteint la 7e position sur le UK Singles Chart. La chanson a également été la seconde top 20 du groupe aux États-Unis avec Bitter Sweet Symphony. Cette chanson reste une des plus connues du groupe, et figure sur le best of This Is Music: The Singles 92–98.
La chanson a été clasée 86e meilleure chanson britannique de tous les temps par XFM en 2010.

## Composition
Une des faces-B du second disque de la version anglaise du single, nommée Happiness More Or Less, est un remix de la chanson-titre fait par le guitariste Nick McCabe. La plupart de la guitare et le chant ont été retirés, laissant la basse et la batterie (drum and bass). Un autre face B sur le même disque, MSG, est une version alternative de Bitter Sweet Symphony, où l'on ajouté de la batterie et des lignes de basse pour provoquer un effet psychédélique.
Bono, le leader de U2 a déclaré que cette chanson faisait partie des 6 chansons qu'il aurait aimé écrire lui-même.

## Clip vidéo
La version britannique de la vidéo a été réalisée par Andy Baybutt. On voit le groupe dans le Thames Wharf Complex, près de Hammersmith, dans l'ouest de Londres. Richard Ashcroft chante tandis qu'il joue d'une guitare acoustique, le reste du groupe apparaissant ensuite jouant dans le complexe. La version américaine montre quant à elle le groupe dans un appartement de New York, puis gravissant et jouant au sommet d'une montagne.

## Liste des titres
- Double CD  HUTDG92/HUTDX92

CD1
1. Lucky Man (4:57)
2. Never Want To See You Cry (4:31)
3. History (5:08)

CD2
1. Lucky Man (4:57)
2. MSG (7:00)
3. Longest Day (7:21)
4. Lucky Man (Happiness More Or Less) (4:57